# Fahrenheit 451
Fahrenheit 451 er en dystopisk roman af den amerikanske forfatter Ray Bradbury fra 1953. Novellen præsenterer et fremtidigt amerikansk samfund, hvor bøger er ulovlige og "brandmænd" brænder alle fundne bøger. Bogens tagline forklarer titlen som "temperaturen hvorved papir antændes og brænder": 451 grader Fahrenheit (ca. 233 grader Celsius). Hovedpersonen, Guy Montag, er en brandmand, der kommer i tvivl om sin censurerende rolle som brandmand og ødelæggelsen af viden.
Romanen har været genstand for fortolkninger med fokus på bogafbrændingers historiske rolle i undertrykkelsen af modstridende idéer for at opnå forandring. I et radiointerview fra 1956 sagde Bradbury, at han skrev Fahrenheit 451 på grund af sin bekymring på daværende tidspunkt (under Mccarthyismen) om bogafbrændinger i USA. Senere har han beskrevet bogen som en kommentar til hvordan massemedier reducerer interessen for at læse litteratur.
Ray Bradbury har været med til at tilpasse romanen til andre formater, som et teaterstykke i 1979 og et computerspil i 1984, og udgav i 2011 ved forlaget HarperCollins en samling noveller med titlen A Pleasure to Burn: Fahrenheit 451 Stories. Romanen er blevet filmatiseret i 1966 af François Truffaut og af Ramin Bahrani for HBO i 2018.